# Бергер, Людвиг (режиссёр)
Людвиг Бергер (нем. Ludwig Berger), настоящее имя Людвиг Бамбергер (Ludwig Bamberger; 6 января 1892, Майнц — 18 мая 1969, Шлангенбад) — немецкий кинорежиссёр
, сценарист, писатель
, мемуарист, актёр. Пионер телевизионных спектаклей.

## Биография
Сын банкира еврейского происхождения Франца Бамбергера. Изучал историю искусства и германистику в Мюнхене и Гейдельберге. В 1914 году написал диссертацию на тему «Иоганн Конрад Зеекац. Немецкий художник восемнадцатого века» (Гейдельберг, 1916). С началом войны ушёл на фронт добровольцем, но был комиссован из-за воспаления надкостницы.
Бергер занялся театральной режиссурой и 25 марта 1916 года поставил в Майнцском городском театре собственную пьесу «Садовница любви» по опере Моцарта «Мнимая садовница». В следующие годы он работал в берлинских театрах со многими классическими произведениями, в основном, с Шекспиром.
Бергер также много работал в кино начиная с 1920 года. Переломными для него стали «Стакан воды» и «Потерянный ботинок» (оба 1923). Его первый звуковой фильм «Король бродяг» был создан в 1930 году в США. Самым известным фильмом Бергера стал мюзикл «Битва вальсов» (1933, с участием Ренаты Мюллер, Ханны Вааг, Вилли Фрича).
В 1935 году Бергер эмигрировал через Францию и Нидерланды в Англию. Вскоре он вернулся в Германию, где в уединении проживал в Шлангенбаде. Он пытался получить заказы из Парижа и Лондона, но снял за рубежом лишь несколько фильмов — «Три вальса» и «Багдадский вор». Во время Французской компании Бергер находился в Нидерландах и избежал ареста, воспользовавшись фальшивыми документами.
После войны Бергер много путешествовал и вернулся в Германию в 1947 году. Он работал в ФРГ режиссёром театра и радиоспектаклей, вновь преимущественно по Шекспиру. Одновременно он писал пьесы, сочинял прозу и работал над монографиями. Также добился успеха в работе над телевизионными спектаклями.
Похоронен на Главном кладбище Майнца. Его обширное письменное наследие находится в архивах Академии художеств в Берлине.

## Фильмография
- 1920: Der Richter von Zalamea
- 1921: Der Roman der Christine von Herre
- 1923: Стакан воды (фильм, 1923) / Ein Glas Wasser. Das Spiel der Königin
- 1923: Der verlorene Schuh
- 1925: Ein Walzertraum
- 1927: Der Meister von Nürnberg
- 1928: Женщина из Москвы — Die Dame aus Moskau
- 1928: Sünden der Väter
- 1929: Пылающее сердце / Das brennende Herz
- 1930: Король бродяг — Der König der Vagabunden
- 1930: Playboy of Paris
- 1930: Le petit café
- 1932: Ich bei Tag und Du bei Nacht
- 1932: A moi le jour, à toi la nuit
- 1932: Early to Bed
- 1933: Битва вальсов — Walzerkrieg
- 1933: La guerre des valses
- 1937: Пигмалион — Pygmalion
- 1938: Три вальса — Drei Walzer
- 1940: Багдадский вор — Der Dieb von Bagdad
- 1940: Ergens in Nederland
- 1950: Ballerina
- 1954: Игрок — Die Spieler
- 1955: Ундина — Undine
- 1956: Штреземан — Stresemann
- 1957: Смерть Сократа — Der Tod des Sokrates
- 1958: Was ihr wollt
- 1961: Hermann und Dorothea
- 1964: Ottiliens Tollheiten
- 1968: Odysseus auf Ogygia

## Сочинения
- Wir sind vom gleichen Stoff, aus dem die Träume sind. Summe eines Lebens, 1953 (автобиография)
- Die unverhoffte Lebensreise der Constanze Mozart, 1955
- Wenn die Musik der Liebe Nahrung ist, 1957
- Das Irdische und das Unvergängliche. Musiker der Romantik, 1963